# Xenios Aristotelous
Xenios Aristotelous (in greco: Ξένιος Αριστοτέλους; 24 giugno 1968) è un ex calciatore cipriota.

## Carriera
Ha giocato la sua unica partita per la nazionale cipriota nel 1999.